# Minardi PS03
Minardi PS03 je Minardijev dirkalnik Formule 1, ki je bil v uporabi v sezoni 2003, ko so z njim dirkali Justin Wilson, Nicolas Kiesa in  Jos Verstappen. Nobenemu izmet dirkačev se ni uspelo uvrstiti med dobitnike točk, najboljšo uvrstitev je dosegel Jos Verstappen z devetim mestom na Veliki nagradi Kanade. Minardi je končal sezono na zadnjem desetem mestu med konstruktorji brez točk.

## Popolni rezultati Formule 1
(legenda)
| Leto | Moštvo  | Motor        | Gume | Dirkači        | 1   | 2   | 3   | 4   | 5   | 6   | 7   | 8   | 9  | 10  | 11 | 12  | 13  | 14  | 15  | 16  | Toč | Prv |
| ---- | ------- | ------------ | ---- | -------------- | --- | --- | --- | --- | --- | --- | --- | --- | -- | --- | -- | --- | --- | --- | --- | --- | --- | --- |
| 2003 | Minardi | European V10 | B    |                | AVS | MAL | BRA | SMR | ŠPA | AVT | MON | KAN | EU | FRA | VB | NEM | MAD | ITA | ZDA | JAP | 0   | NC  |
| 2003 | Minardi | European V10 | B    | Justin Wilson  | Ret | Ret | Ret | Ret | 11  | 13  | Ret | Ret | 13 | 14  | 16 |     |     |     |     |     | 0   | NC  |
| 2003 | Minardi | European V10 | B    | Nicolas Kiesa  |     |     |     |     |     |     |     |     |    |     |    | 12  | 13  | 12  | 11  | 16  | 0   | NC  |
| 2003 | Minardi | European V10 | B    | Jos Verstappen | 11  | 13  | Ret | Ret | 12  | Ret | Ret | 9   | 14 | 16  | 15 | Ret | 12  | Ret | 11  | 15  | 0   | NC  |

‎